# Kopernik (Głogów)

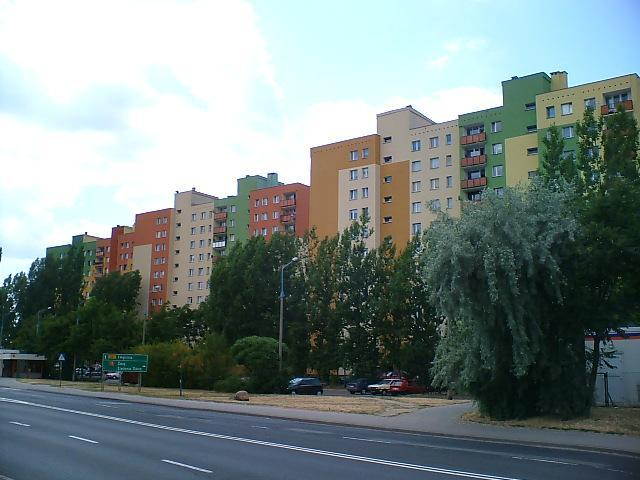
Osiedle Kopernik C w Głogowie od strony wschodniej (od ulicy Legnickiej)

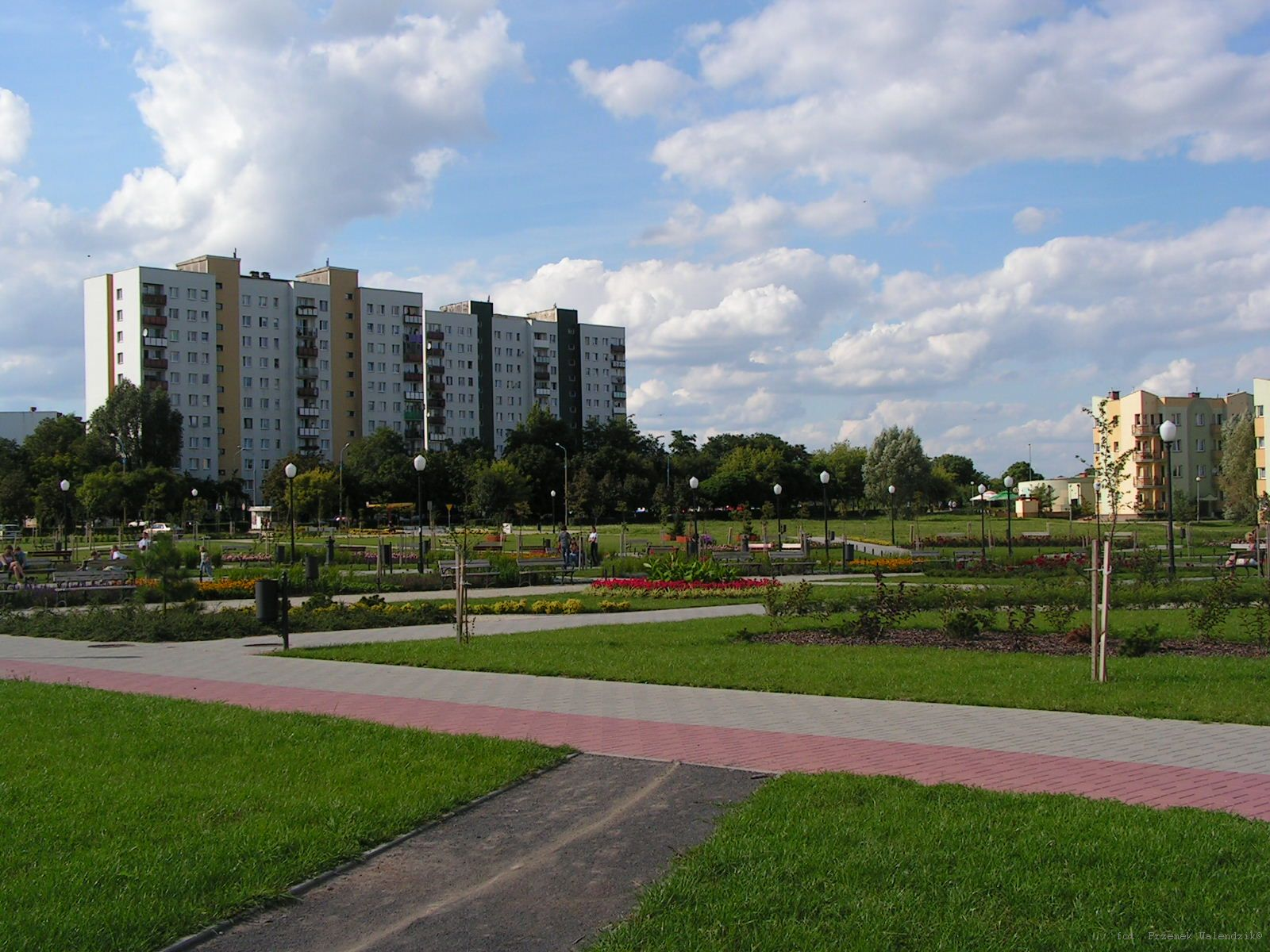
Park na Osiedlu Kopernik A

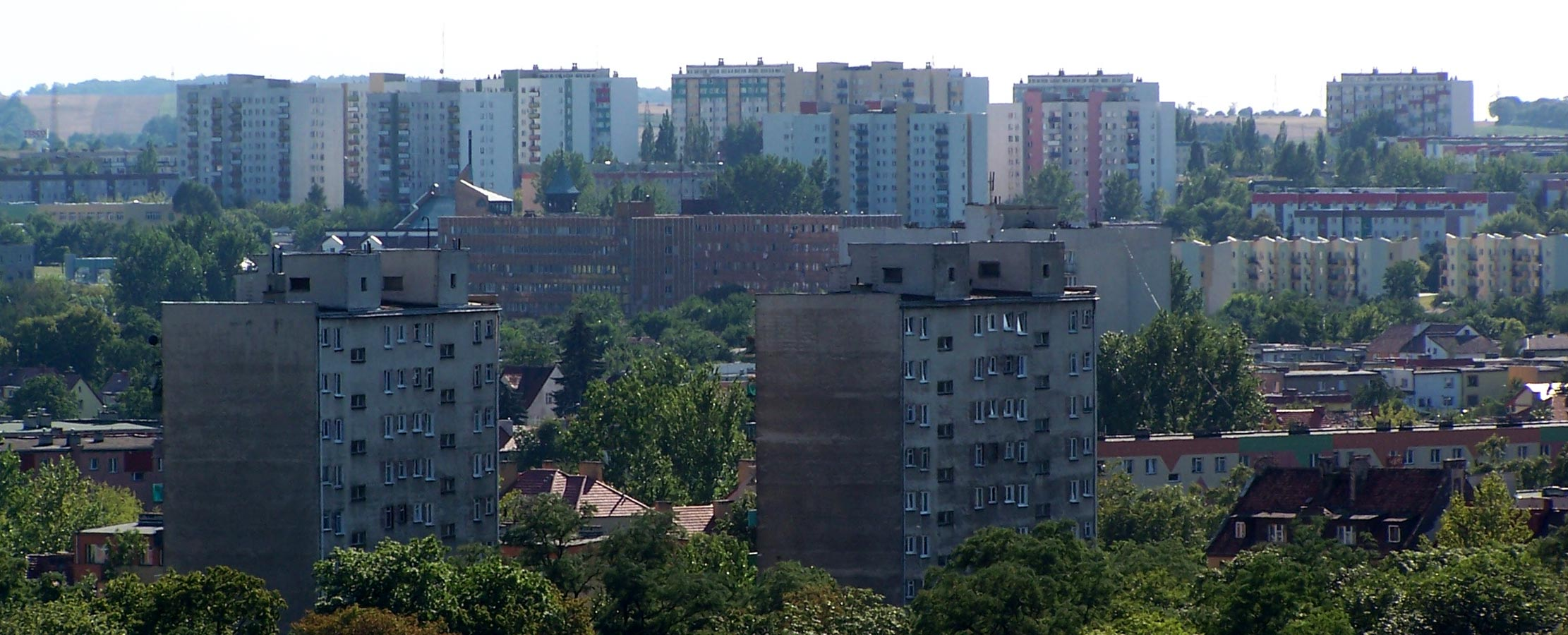
Panorama z wieży głogowskiego ratusza Kopernika A.

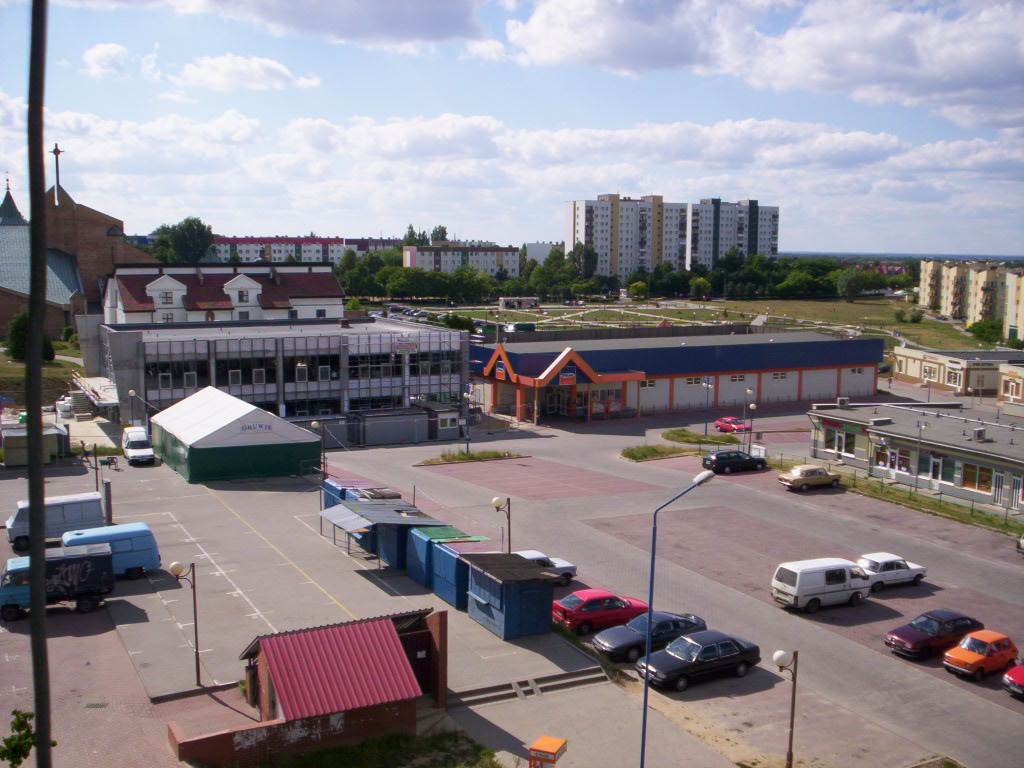
Pawilony handlowe i targowisko na osiedlu Kopernik

Dzielnica Kopernik w Głogowie – osiedle mieszkaniowe na terenie Głogowa w woj. dolnośląskim. Nazwa pochodzi od uczonego Mikołaja Kopernika. 

## Charakterystyka i historia
Zabudowa osiedla to głównie bloki wybudowane przez Spółdzielnię Mieszkaniową "Nadodrze". Na terenie dzielnicy zamieszkuje 21500 mieszkańców, co klasyfikuje ją jako największą na terenie miasta.

## Podział osiedla
Osiedle podzielone zostało na sektory: "A", "B" i "C". Wyróżnia się charakterystycznymi dla astronomii nazwami ulic, m.in.: Andromedy, Gwiaździsta, Herkulesa, Neptuna, Merkurego, Orbitalna, Oriona, Perseusza, Plutona, Saturna oraz nazwami uczonych i in.: Galileusza, Keplera, Kosmonautów Polskich.

## Granice osiedla
- Północ – Kościuszki
- Południe – Paulinów, Ruszowice
- Wschód – Ruszowice, Hutnik
- Zachód – Brzostów

## Edukacja i kultura
Na terenie osiedla rozmieszczone są następujące placówki oświaty:
Przedszkola:
- Przedszkole Niepubliczne "Jarzębinka"
- Przedszkole Publiczne nr 1
- Przedszkole Publiczne nr 9
- Przedszkole Publiczne nr 19
- Przedszkole Publiczne nr 20

Szkoły podstawowe:
- Szkoła Podstawowa nr 10 im. Mikołaja Kopernika
- Szkoła Podstawowa nr 11 im. Polskich Olimpijczyków
- Szkoła Podstawowa nr 12 im. Kawalerów Orderu Uśmiechu

Szkoły ponadpodstawowe:
- Zespół Szkół Technicznych i Ogólnokształcących

Działania w zakresie kultury prowadzą: Centrum Edukacji Kulturalnej i Artystycznej "Mayday", Biblioteka Publiczna Filia nr 2 i Stowarzyszenie dla Dzieci i Młodzieży "Szansa" oraz Stowarzyszenie Chór Beati Cantores.